# Pedro Lascuráin Paredes

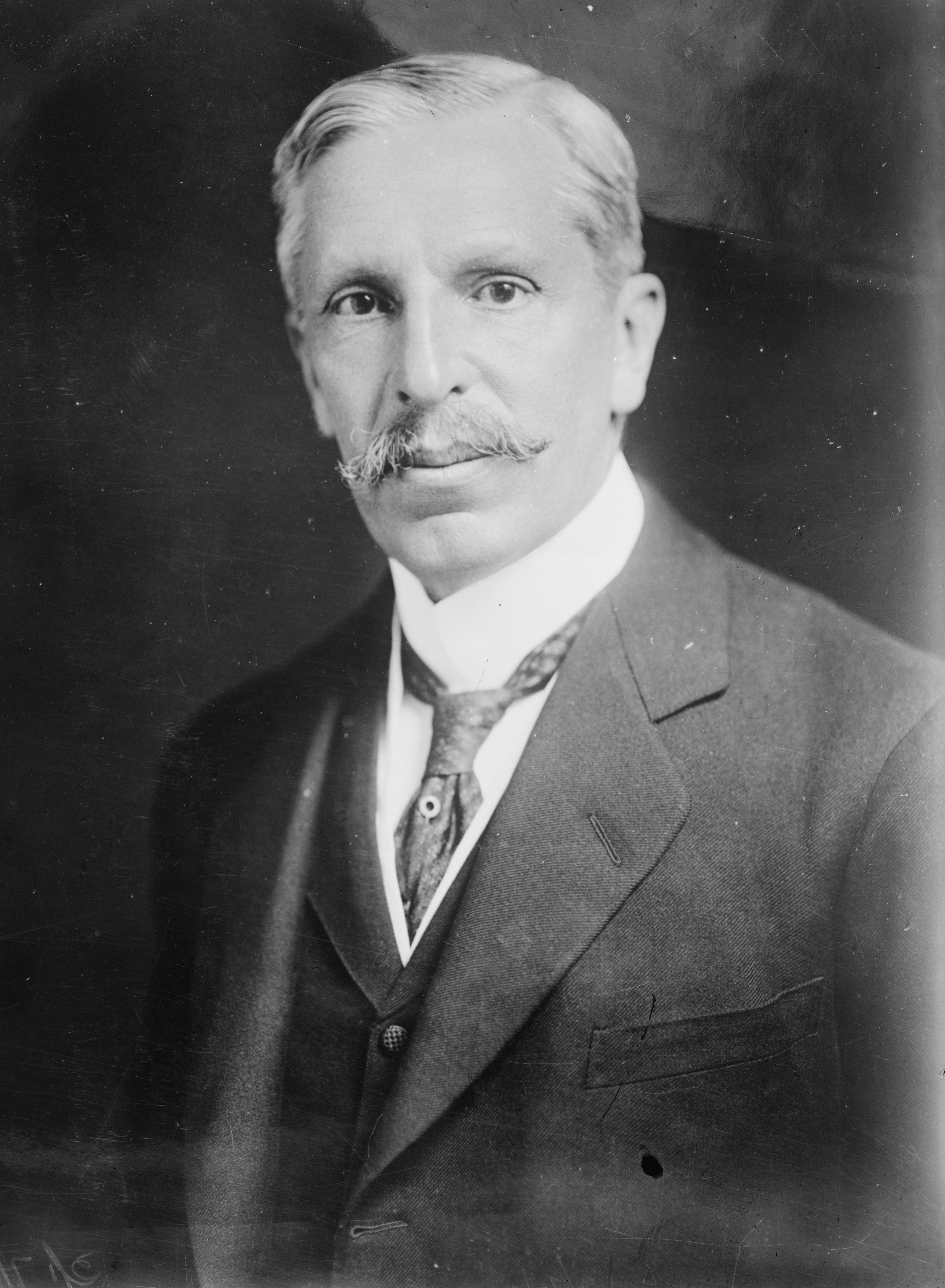
Lascuráin

Pedro José Domingo de la Calzada Manuel María Lascuráin Paredes, född 8 maj 1856 i Mexico City, död 21 juli 1952 i samma stad, var en mexikansk jurist och politiker som var Mexikos president under 45 minuter 1913.
Lascuráin blev den 18 februari 1913 Mexikos president med kortast regeringstid. Han tillträdde kl 17:15 och avsade sig presidentskapet kl 18:00. Detta var en manöver planerad av Victoriano Huerta som på så sätt kunde efterträda Lascuráin utan att bryta mot konstitutionen.